# Насоново (Московская область)
Насоново — деревня в Дмитровском районе Московской области, в составе сельского поселения Синьковское. Население — 13 чел. (2010). До 2006 года Насоново входило в состав Бунятинского сельского округа. Население — 13 чел. (2010).

## Расположение
Деревня расположена в западной части района, примерно в 17 км к северо-западу от Дмитрова, на левом берегу речки Бунятка (левый приток Яхромы), высота центра над уровнем моря 156 м. Ближайшие населённые пункты — примыкающее на севере Бунятино, за ним — село Абрамцево, Шульгино на востоке, Мисиново на юго-востоке и Ведерницы на юго-западе.

## Население
| 2002 | 2006 | 2010 |
| ---- | ---- | ---- |
| 20   | ↘10  | ↗13  |